# Khurshid Mahmood Kasuri
Khurshid Mahmood Kasuri (en ourdou : خورشيد محمود قصورى), né le 18 juin 1941 à Lahore, est un homme politique et diplomate pakistanais. Il est élu trois fois députés, et surtout est ministre des Affaires étrangères du Pakistan du 23 novembre 2002 au 15 novembre 2007, durant la présidence de Pervez Musharraf.
Diplômé en droit, en sciences politiques et affaires internationales au Pakistan, en France et au Royaume-Uni, Kasuri entame ensuite une carrière diplomatique dans le ministères des affaires étrangères du Pakistan, représentant son pays en diverses occasions cruciales, et devenant un élément important dans l'équipe des gouvernements de Zulfikar Ali Bhutto et Nawaz Sharif notamment. Entamant sa carrière politique en devenant député de la Ligue musulmane du Pakistan (N) dans les années 1990, il rejoint la Ligue musulmane du Pakistan (Q) en 2002 puis devient ministre des affaires étrangères durant près de cinq années. Il a rejoint le Mouvement du Pakistan pour la justice en 2011.

## Biographie

### Jeunesse et éducation
Khurshid Mahmood Kasuri est né le 18 juin 1941 à Lahore, à l'époque situé en Inde britannique, aujourd'hui dans la province pakistanaise du Pendjab. Il est issu d'une famille impliquée en politique, son père Mahmud Ali Kasuri et son grand-père ayant été membres du Congrès national indien. Son père a aussi été ministre dans le gouvernement de Zulfikar Ali Bhutto, et un militants des droits de l'Homme, qui a participé à l'élaboration de la Constitution de 1973. Il a fait ses études à la Government College University puis à l'université du Pendjab dont il sort diplômé en relations internationales en 1961. 
Il part ensuite faire ses études à l'étranger, à l'université de Cambridge puis à l'université d'Oxford, où il est diplôme en sciences politique et en administration publique. Il part ensuite en France, et s'inscrit à l'université Paris Sorbonne-Paris IV où il étudie l'histoire de la France et à l'université de Nice où il étudie l'histoire et la littérature française. 

### Carrière diplomatique
De retour au Pakistan après la fin de ses études, Khurshid Mahmood Kasuri est engagé au sein du ministères des affaires étrangères. En 1971, dans le cadre de la « guerre de libération du Bangladesh », Kasuri est chargé de chercher des relais diplomatiques pour résoudre la crise, au Royaume-Uni, en U.R.S.S. et aux États-Unis. L'année suivante, il rejoint la délégation pakistanaise à l'ONU. Peu après, il est nommé vice-directeur du bureau chargé des relations avec l'Union soviétique et l'Europe de l'Est, au sein du ministère des affaires étrangères. À ce moment, il aide le gouvernement de Zulfikar Ali Bhutto à renforcer ses liens, notamment économiques, avec l'Union soviétique.
À la fin des années 1990, il obtient un plus grand rôle au sein de l'administration du Premier ministre Nawaz Sharif. Il soutient alors publiquement les tests nucléaires effectués par le gouvernement, puis devient l'envoyé spécial du Premier ministre, chargé de défendre le point de vue pakistanais sur la scène diplomatique. 

### Carrière politique
Kasuri entre en politique dans les années 1970 en rejoignant le Tehrik-i-Istiqlal, et en deviendra secrétaire-général. Son mouvement se joint ensuite au Mouvement pour la restauration de la démocratie en 1981, en opposition au régime du président Muhammad Zia-ul-Haq, et a été arrêté plusieurs fois. Il se présente pour la première fois lors des élections législatives de 1993, sous l'étiquette de la Ligue musulmane du Pakistan (N), puis est réélu lors des élections législatives de 1997, dans une circonscription de Kasur. 
À la suite du coup d'État de 1999 du chef de l'armée Pervez Musharraf qui renverse le gouvernement de Nawaz Sharif, Kasuri rejoint finalement la Ligue musulmane du Pakistan (Q) qui soutient le nouveau président en 2002. Il se présente sous cette nouvelle étiquette lors des élections législatives de 2002 dans la troisième circonscription de Kasur, remportant 42,02 % des voix et battant de peu un candidat indépendant qui réunit 41,25 % des voix. Il est ensuite nommé ministre des affaires étrangères dans le gouvernement de Zafarullah Khan Jamali en 2002, puis dans le gouvernement de Shaukat Aziz en 2004. Il occupe donc ses fonctions durant près de cinq ans, soit la durée du mandat de l'Assemblée nationale.
Lors des élections législatives de 2008, Kasuri perd son siège en étant battu par un candidat du Parti du peuple pakistanais par 25,44 % des voix contre 32,93 %. En décembre 2011, il quitte son parti politique, de plus en plus marginalisé et en proie à de nombreuses défections, pour rejoindre le Mouvement du Pakistan pour la justice en décembre 2011. Lors des élections législatives de 2013, il se présente à nouveau dans sa circonscription sous cette nouvelle étiquette, mais est de nouveau battu, réunissant environ 29 % des voix contre 40 % pour le candidat de la Ligue musulmane du Pakistan (N).
Annonçant quitter la politique locale, il ne se porte pas candidat aux élections législatives de 2018 et son frère tente de se présenter dans sa circonscription, mais le Mouvement pour la justice lui refuse l'investiture.